# 後工業社會
後工業社會是社會科學名詞，指涉開始自1960年代的工業社會轉型出現的社會現象，該詞最早出自法国社会学家阿兰·图赖讷，后由美国社會學家丹尼尔·贝尔的著作《後工業社會的來臨》（The Coming of Post-Industrial Society，1973）推广开来。
1960年之後，一般認為工業社會已進入變化期，跟一百多年前歐洲社會由農業社會轉變成工業社會一樣巨大。
貝爾在書中認為，現代工業社會正在進入一個新的發展階段，即後工業階段。其特徵如下：
1. 由產品生產轉變為服務生產
2. 職業：專業／技術人員主導
3. 理論知識居中心地位
4. 未來：技術評估及智能技術的重要性
5. 管理革命：管理由人與自然轉變為人與人
6. 新的匱乏——資訊、時間、資源的供應不夠
7. 資訊經濟的挑戰：資訊＝公共物品

如果資訊被私有化，那佔有的人有無上的權力，相反，未能佔有者便會被推向低層，如數位落差。